# Zeritis barklyi
Zeritis barklyi är en fjärilsart som beskrevs av Henry Trimen 1874. Zeritis barklyi ingår i släktet Zeritis och familjen juvelvingar. Inga underarter finns listade i Catalogue of Life.